# 约翰·斯皮里多纳克斯
约翰·斯皮里多纳克斯 （希臘語：Ἰωάννης Σπυριδωνάκης，活跃于约1195–1201年）是一位拜占庭官员，曾担任马其顿总督，并在那里举兵反叛阿莱克修斯三世（1195-1203年在位）。
他出生于塞浦路斯，原本只是个出身低微的工匠，但他后来获得了阿莱克修斯三世的宠信，得以出任私产衣橱（oikeiakon vestiarion）的主官。之后，他被任命为东马其顿的斯莫莱纳军区的长官。1201年，他见到伊万科、 多布罗米尔·赫里索斯相继叛乱，占领了帝国的巴尔干省份，于是也决定趁机叛乱。但他很快就被皇帝的女婿阿莱克修斯·巴列奥略率领帝国军队击败，不得不逃到保加利亚皇帝卡洛扬（1197-1207年在位）处寻求庇护。

## 引用
1. ↑  Brand 1968，第133, 143頁.
2. ↑  Brand 1968，第132–133頁.
3. ↑  Brand 1968，第133頁.